# Harihara I
Harihara I, noto anche come Hakka ಹಕ್ಕ e Vira Harihara I (fl. XIV secolo), fu il fondatore, insieme a suo fratello Bukka Raya I, dell'Impero Vijayanagara, al potere dal 1336 al 1356.
Figlio maggiore di Bhavana Sangam, fu membro del clan Kuruba e fondatore della dinastia Sangama, la prima e più durevole delle quattro dinastie che governarono nel Vijayanagara. Alto ufficiale dell'Impero Hoysala, immediatamente dopo aver preso il potere, costruì una fortezza a Barkuru, sulla costa occidentale dell'odierno Karnataka. Come risulta da iscrizioni gestì le regioni settentrionali del Karnataka da Gutti, nel distretto di Ananthpur. Inizialmente controllò la porzione settentrionale dell'Impero Hoysala prima di prendere il pieno potere su tutto il regno dopo la morte del re Veera Ballala III nel 1343.